# Чемпіонат світу з футболу 2018 (кваліфікаційний раунд, УЄФА, група E)
Кваліфікаційний раунд чемпіонату світу з футболу 2018 в зоні УЄФА у Групі E визначив учасника ЧС-2018 у Росії від УЄФА.

## Турнірна таблиця
| М  | Команда    | І  | В | Н | П | МЗ | МП | РМ  | О  |
| -- | ---------- | -- | - | - | - | -- | -- | --- | -- |
| 1. | Польща     | 10 | 8 | 1 | 1 | 28 | 14 | +14 | 25 |
| 2. | Данія      | 10 | 6 | 2 | 2 | 20 | 8  | +12 | 20 |
| 3. | Чорногорія | 10 | 5 | 1 | 4 | 20 | 12 | +8  | 16 |
| 4. | Румунія    | 10 | 3 | 4 | 3 | 11 | 10 | +1  | 13 |
| 5. | Вірменія   | 10 | 2 | 1 | 7 | 10 | 26 | −16 | 7  |
| 6. | Казахстан  | 10 | 0 | 3 | 7 | 6  | 26 | −20 | 3  |

## Розклад матчів

### 1 тур
| 4 вересня 2016 18:00 (18:00 UTC+2) |

| Данія       | 1 – 0       | Вірменія |
| ----------- | ----------- | -------- |
| Еріксен 17' | Звіт(англ.) |          |

| Паркен, Копенгаген Глядачів: 21 795 Арбітр: Гаральд Лехнер (Австрія) |

| 4 вересня 2016 18:00 (22:00 UTC+6) |

| Казахстан           | 2 – 2       | Польща                               |
| ------------------- | ----------- | ------------------------------------ |
| Хижниченко 51', 58' | Звіт(англ.) | Капустка 9' Левандовський 35' (пен.) |

| Астана Арена, Астана Арбітр: Сердар Гезюбююк (Нідерланди) |

| 4 вересня 2016 20:45 (21:45 UTC+3) |

| Румунія  | 1 – 1       | Чорногорія  |
| -------- | ----------- | ----------- |
| Попа 85' | Звіт(англ.) | Йоветич 87' |

| Клуж Арена, Клуж-Напока Глядачів: 25 468 Арбітр: Ентоні Тейлор (Англія) |

### 2 тур
| 8 жовтня 2016 18:00 (20:00 UTC+4) |

| Вірменія | 0 – 5       | Румунія                                                  |
| -------- | ----------- | -------------------------------------------------------- |
|          | Звіт(англ.) | Станку 4' (пен.) Попа 10' Марін 12' Станчу 29' Кіпчу 60' |

| Республіканський стадіон імені Вазгена Саркісяна, Єреван Глядачів: 5 500 Арбітр: Владислав Безбородов (Росія) |

| 8 жовтня 2016 18:00 (18:00 UTC+2) |

| Чорногорія                                                   | 5 – 0       | Казахстан |
| ------------------------------------------------------------ | ----------- | --------- |
| Томашевич 24' Вукчевич 59' Йоветич 64' Бечирай 73' Савич 78' | Звіт(англ.) |           |

| Міський стадіон Подгориці, Подгориця Глядачів: 8 517 Арбітр: Роберт Шергенгофер (Австрія) |

| 8 жовтня 2016 20:45 (20:45 UTC+2) |

| Польща                             | 3 – 2       | Данія                      |
| ---------------------------------- | ----------- | -------------------------- |
| Левандовський 20', 36' (пен.), 48' | Звіт(англ.) | Глік 49' (аг) Поульсен 69' |

| Національний стадіон, Варшава Глядачів: 56 811 Арбітр: Джанлука Роккі (Італія) |

### 3 тур
| 11 жовтня 2016 18:00 (22:00 UTC+6) |

| Казахстан | 0 – 0       | Румунія |
| --------- | ----------- | ------- |
|           | Звіт(англ.) |         |

| Астана Арена, Астана Арбітр: Жорже Соуза (Португалія) |

| 11 жовтня 2016 20:45 (20:45 UTC+2) |

| Данія | 0 – 1       | Чорногорія  |
| ----- | ----------- | ----------- |
|       | Звіт(англ.) | Бечирай 32' |

| Паркен, Копенгаген Арбітр: Альберто Ундіано Мальєнко (Іспанія) |

| 11 жовтня 2016 20:45 (20:45 UTC+2) |

| Польща                             | 2 – 1       | Вірменія     |
| ---------------------------------- | ----------- | ------------ |
| Мкоян 48' (аг) Левандовський 90+5' | Звіт(англ.) | Піззеллі 50' |

| Національний стадіон, Варшава Арбітр: Іван Кружляк (Словаччина) |

### 4 тур
| 11 листопада 2016 18:00 (21:00 UTC+4) |

| Вірменія                             | 3 – 2       | Чорногорія               |
| ------------------------------------ | ----------- | ------------------------ |
| Григорян 50' Ароян 74' Казарян 90+4' | Звіт(англ.) | Кояшевич 36' Йоветич 38' |

| Республіканський стадіон імені Вазгена Саркісяна, Єреван Арбітр: Павел Краловець (Чехія) |

| 11 листопада 2016 20:45 (20:45 UTC+1) |

| Данія                                                | 4 - 1       | Казахстан    |
| ---------------------------------------------------- | ----------- | ------------ |
| Корнеліус 15' Еріксен 36' (пен.), 90+2' Анкерсен 78' | Звіт(англ.) | Суюмбаєв 17' |

| Паркен, Копенгаген Арбітр: Алон Єфет (Ізраїль) |

| 11 листопада 2016 20:45 (21:45 UTC+2) |

| Румунія | 0 - 3       | Польща                                         |
| ------- | ----------- | ---------------------------------------------- |
|         | Звіт(англ.) | Гросицький 11' Левандовський 82', 90+1' (пен.) |

| Національний стадіон, Бухарест Арбітр: Дамир Скомина (Словенія) |

### 5 тур
| 26 березня 2017 18:00 (20:00 UTC+4) |

| Вірменія                 | 2 – 0                   | Казахстан |
| ------------------------ | ----------------------- | --------- |
| Мхітарян 73' Озбіліз 75' | Звіт (FIFA) Звіт (UEFA) |           |

| Республіканський стадіон імені Вазгена Саркісяна, Єреван Арбітр: Александар Ставрев (Македонія) |

| 26 березня 2017 20:45 (20:45 UTC+2) |

| Чорногорія | 1 – 2                   | Польща                      |
| ---------- | ----------------------- | --------------------------- |
| Мугоша 63' | Звіт (FIFA) Звіт (UEFA) | Левандовський 40' Піщек 82' |

| Міський стадіон Подгориці, Подгориця Арбітр: Віктор Кашшаї (Угорщина) |

| 26 березня 2017 20:45 (21:45 UTC+3) |

| Румунія | 0 – 0                   | Данія |
| ------- | ----------------------- | ----- |
|         | Звіт (FIFA) Звіт (UEFA) |       |

| Клуж Арена, Клуж-Напока Арбітр: Мартін Аткінсон (Англія) |

### 6 тур
| 10 червня 2017 18:00 (22:00 UTC+6) |

| Казахстан | 1 – 3                   | Данія                                         |
| --------- | ----------------------- | --------------------------------------------- |
| Куат 76'  | Звіт (FIFA) Звіт (UEFA) | Йоргенсен 27' Еріксен 51' (пен.) Дольберг 81' |

| Центральний стадіон, Алмати Арбітр: Владислав Безбородов (Росія) |

| 10 червня 2017 20:45 (20:45 UTC+2) |

| Чорногорія                       | 4 – 1                   | Вірменія  |
| -------------------------------- | ----------------------- | --------- |
| Бечирай 2' Йоветич 28', 54', 82' | Звіт (FIFA) Звіт (UEFA) | Корян 89' |

| Міський стадіон Подгориці, Подгориця Арбітр: Кевін Блом (Нідерланди) |

| 10 червня 2017 20:45 (20:45 UTC+2) |

| Польща                                    | 3 – 1                   | Румунія    |
| ----------------------------------------- | ----------------------- | ---------- |
| Левандовський 29' (пен.), 57', 62' (пен.) | Звіт (FIFA) Звіт (UEFA) | Станку 77' |

| Національний стадіон, Варшава Глядачів: 57,128 Арбітр: Рудді Буке (Франція) |

### 7 тур
| 1 вересня 2017 18:00 (22:00 UTC+6) |

| Казахстан | 0 - 3                   | Чорногорія                        |
| --------- | ----------------------- | --------------------------------- |
|           | Звіт (FIFA) Звіт (UEFA) | Вешович 31' Бечирай 53' Симич 63' |

| Астана Арена, Астана Глядачів: 16,511 Арбітр: Себастьєн Дельферьєр (Бельгія) |

| 1 вересня 2017 20:45 (20:45 UTC+2) |

| Данія                                               | 4 - 0                   | Польща |
| --------------------------------------------------- | ----------------------- | ------ |
| Ділейні 15' Корнеліус 42' Йоргенсен 59' Еріксен 80' | Звіт (FIFA) Звіт (UEFA) |        |

| Паркен, Копенгаген Глядачів: 34,505 Арбітр: Милорад Мажич (Сербія) |

| 1 вересня 2017 20:45 (21:45 UTC+3) |

| Румунія      | 1 - 0                   | Вірменія |
| ------------ | ----------------------- | -------- |
| Максім 90+1' | Звіт (FIFA) Звіт (UEFA) |          |

| Національний стадіон, Бухарест Глядачів: 27,178 Арбітр: Іван Бебек (Хорватія) |

### 8 тур
| 4 вересня 2017 18:00 (20:00 UTC+4) |

| Вірменія | 1 – 4                   | Данія                               |
| -------- | ----------------------- | ----------------------------------- |
| Корян 6' | Звіт (FIFA) Звіт (UEFA) | Ділейні 16', 81', 90+3' Еріксен 29' |

| Республіканський стадіон імені Вазгена Саркісяна, Єреван Глядачів: 6,800 Арбітр: Боббі Медден (Шотландія) |

| 4 вересня 2017 20:45 (20:45 UTC+2) |

| Чорногорія  | 1 – 0                   | Румунія |
| ----------- | ----------------------- | ------- |
| Йоветич 75' | Звіт (FIFA) Звіт (UEFA) |         |

| Міський стадіон Подгориці, Подгориця Глядачів: 9,452 Арбітр: Крейг Томсон (Шотландія) |

| 4 вересня 2017 20:45 (20:45 UTC+2) |

| Польща                                      | 3 – 0                   | Казахстан |
| ------------------------------------------- | ----------------------- | --------- |
| Мілік 11' Глік 74' Левандовський 86' (пен.) | Звіт (FIFA) Звіт (UEFA) |           |

| Національний стадіон, Варшава Глядачів: 56,963 Арбітр: Андріс Трейманіс (Латвія) |

### 9 тур
| 5 жовтня 2017 18:00 (20:00 UTC+4) |

| Вірменія       | 1 – 6                   | Польща                                                                    |
| -------------- | ----------------------- | ------------------------------------------------------------------------- |
| Амбарцумян 39' | Звіт (FIFA) Звіт (UEFA) | Гросицький 2' Левандовський 18', 25', 64' Блащиковський 58' Вольський 89' |

| Республіканський стадіон імені Вазгена Саркісяна, Єреван Глядачів: 5,478 Арбітр: Матей Юг (Словенія) |

| 5 жовтня 2017 20:45 (20:45 UTC+2) |

| Чорногорія | 0 – 1                   | Данія       |
| ---------- | ----------------------- | ----------- |
|            | Звіт (FIFA) Звіт (UEFA) | Еріксен 16' |

| Міський стадіон Подгориці, Подгориця Глядачів: 10,779 Арбітр: Бйорн Кейперс (Нідерланди) |

| 5 жовтня 2017 20:45 (21:45 UTC+3) |

| Румунія                            | 3 – 1                   | Казахстан    |
| ---------------------------------- | ----------------------- | ------------ |
| Будеску 33', 38' (пен.) Кешеру 73' | Звіт (FIFA) Звіт (UEFA) | Турисбек 82' |

| Ілле Оане, Плоєшті Глядачів: 10,123 Арбітр: Сандро Шерер (Швейцарія) |

### 10 тур
| 8 жовтня 2017 18:00 (18:00 UTC+2) |

| Данія              | 1 – 1                   | Румунія |
| ------------------ | ----------------------- | ------- |
| Еріксен 59' (пен.) | Звіт (FIFA) Звіт (UEFA) | Дяк 88' |

| Паркен, Копенгаген Глядачів: 36,084 Арбітр: Деніц Айтекін (Німеччина) |

| 8 жовтня 2017 18:00 (22:00 UTC+6) |

| Казахстан    | 1 – 1                   | Вірменія     |
| ------------ | ----------------------- | ------------ |
| Турисбек 62' | Звіт (FIFA) Звіт (UEFA) | Мхітарян 26' |

| Астана Арена, Астана Глядачів: 12,158 Арбітр: Александру Тіан (Молдова) |

| 8 жовтня 2017 18:00 (18:00 UTC+2) |

| Польща                                                             | 4 – 2                   | Чорногорія               |
| ------------------------------------------------------------------ | ----------------------- | ------------------------ |
| Мончинський 6' Гросицький 16' Левандовський 86' Стойкович 89' (аг) | Звіт (FIFA) Звіт (UEFA) | Мугоша 78' Томашевич 83' |

| Національний стадіон, Варшава Глядачів: 57,538 Арбітр: Даніеле Орсато (Італія) |

## Бомбардири
16 голів
- Роберт Левандовський

8 голів
- Крістіан Еріксен

7 голів
- Стеван Йоветич